# Theon Greyjoy
Theon Greyjoy (pronuncia [/ˈθiːən ˈɡreɪdʒɔj/]) è un personaggio della saga letteraria di genere fantasy medievale Cronache del ghiaccio e del fuoco, creata dallo scrittore statunitense George R. R. Martin.
Theon appare sin dal primo romanzo, Il gioco del trono, e diventa un personaggio narrante nel secondo, Lo scontro dei re.

## Aspetto e carattere
Theon è l'erede di Balon Greyjoy, lord delle Isole di Ferro. Viene definito come un giovane di bell'aspetto, dalla pelle olivastra e con capelli e occhi scuri.
Theon è un personaggio che subisce una notevole evoluzione nel corso dei romanzi. All'inizio della saga è un giovane arrogante e pieno di sé, donnaiolo e superficiale, incline alla risata nei momenti meno opportuni, dotato di un forte carattere e una sconfinata brama di gloria e di potere.
In Una danza con i draghi, il quinto romanzo, l'aspetto e il carattere di Theon cambiano radicalmente a causa delle torture di Ramsay Snow: ha perso molti denti a causa dei pestaggi, molti altri sono indeboliti e, per questo motivo, quando mangia soffre di dolori atroci. Gli vengono amputate alcune dita delle mani e dei piedi, impedendogli di usare l'arco e causandogli problemi di equilibrio, e zoppica come un vecchio. Inoltre ha perso tutta la sua spavalderia, diventando estremamente remissivo e servile.

## Biografia del personaggio

### Passato
Theon Greyjoy nacque nel duecentosettantanovesimo anno dopo la conquista del continente Occidentale da parte di Aegon Targaryen. Dopo la rivolta di Balon Greyjoy, Theon a dieci anni venne preso come ostaggio da Eddard Stark e portato a Grande Inverno, dove venne educato insieme ai suoi figli e divenne un ottimo arciere. Ha sempre considerato Ned come un secondo padre e successivamente diviene scudiero di Robb, che considerava il suo migliore amico. Non ha un buon rapporto con il resto dei familiari Stark, in particolare con Jon Snow, di cui invidia il rapporto che ha con Robb.

### Il gioco del trono
All'inizio della saga, Theon ha diciannove anni. Rimane a Grande Inverno insieme a Robb e suo fratello minore Bran, quando il loro padre Eddard parte alla volta di Approdo del Re. Quando a Grande Inverno giunge la notizia del ferimento di Eddard ad Approdo del Re, in seguito ad agguato teso da Jaime Lannister, Theon suggerisce a Robb di adunare i vessilli e prepararsi alla guerra, ma solo il lord di Grande Inverno può prendere questa decisione e Robb Stark, seppur suo erede, rifiuta la proposta.
Intanto, grazie ad una speciale sella progettata da Tyrion Lannister, Bran, recentemente diventato storpio, può nuovamente cavalcare seppur paralizzato dalla vita in giù. Durante la prima uscita a cavallo dalle mura di Grande Inverno il piccolo Stark rimane separato dal fratello Robb e dal resto del gruppo, ivi compreso Theon. Bran s'imbatte in un gruppo composto da Bruti e disertori dei Guardiani della notte. Quando Robb giunge in soccorso del fratello, uno dei disertori punta un coltello alla gola di Bran intimando a Robb di arrendersi. La situazione di impasse viene risolta da una freccia scagliata dall'arco di Theon, avvicinatosi furtivamente, che uccide l'uomo trapassandolo dalle spalle al torace. Robb Stark, seppur sollevato è furioso con Theon perché scagliando la freccia ha comunque messo a repentaglio la vita del fratello. La sola sopravvissuta, la bruta Osha viene lasciata in vita per essere interrogata a Grande Inverno.
Theon diventa scudiero di Robb e combatte al suo fianco nella battaglia del Bosco dei Sussurri, durante la quale va molto vicino a finire faccia a faccia con lo Sterminatore di re. Dopo la decapitazione di Ned Stark avvenuta ad Approdo del Re, Theon è con Robb quando questi viene acclamato Re del Nord.

### Lo scontro dei re
Robb manda Theon alla sua terra natia, con lo scopo di offrire a suo padre Balon la sovranità sulle Isole di Ferro in cambio dell'appoggio dei Greyjoy contro le armate Lannister. Il ragazzo torna a casa trovando ben poca ospitalità da parte dei suoi familiari e compaesani: gli abitanti di Pyke non lo riconoscono, suo zio Aeron non è più l'uomo di un tempo e lo tratta con sufficienza, e persino lord Balon critica aspramente il figlio dopo anni di assenza. Viene inoltre umiliato da sua sorella Asha, la quale lo seduce sotto mentite spoglie.
Tradendo gli Stark, decide di prendere parte al piano di suo padre, che intende vendicarsi del Nord. Al comando di sole otto navi da guerra, Theon assale e mette a ferro e fuoco alcuni villaggi della costa. Decide in seguito di marciare verso Nord, dove conquista Grande Inverno prendendo Bran e la sua corte come ostaggi, e si proclama Principe di Grande Inverno. Poco dopo Bran, suo fratello Rickon, la bruta Osha, Meera e Jojen Reed e Hodor scappano dal castello insieme ai meta-lupi dei due bambini, e Theon ordina la loro immediata ricerca, che risulta però inconcludente. Theon fa credere a tutti di averli trovati e uccisi, mostrando a Grande Inverno i corpi bruciati di altri due bambini che ha personalmente ucciso.
Il castello, inizialmente sotto assedio da parte degli uomini del Nord, viene infine conquistato da Ramsay Snow, bastardo di Roose Bolton, lord di Forte Terrore. Durante il saccheggio, Theon rimane ferito e perde i sensi.

### Tempesta di spadeeIl banchetto dei corvi
Theon non fa nessuna apparizione in questi due romanzi. Si suppone che il personaggio sia ancora vivo, e che sia tenuto come ostaggio a Grande Inverno. Al contrario, la maggior parte degli Uomini di Ferro, tra cui la sorella Asha, credono che Theon sia morto.
A Delta delle Acque, Robb Stark e sua madre Catelyn Tully apprendono della distruzione di Grande Inverno, messa a ferro e fuoco da Ramsay Snow, anche se la colpa viene attribuita a Theon. Alle Torri Gemelle, Roose Bolton rivela a Catelyn e Robb che Theon è prigioniero di Ramsay e consegna loro un pezzo della sua pelle.

### Una danza con i draghi
Theon ricompare nel quinto romanzo, dove viene rivelato che Ramsay Snow (ora Ramsay Bolton, lord di Hornwood ed erede di Forte Terrore, in quanto recentemente legittimato tramite decreto reale) lo ha sottoposto a lunghe torture, scuoiandogli diverse dita di mani e piedi e amputandole solo quando, devastato dall'agonia dell'infezione, lo stesso Theon lo implorava di rimuoverle, e gli ha anche cavato alcuni denti; inoltre, seppure mai detto esplicitamente, è probabile che Ramsay lo abbia evirato. Theon è tenuto nascosto presso le segrete di Forte Terrore, ed è ora conosciuto con il nome di "Reek", come l'ex-servitore di Ramsay.
Dopo che il padre di Ramsay, Roose Bolton, annuncia il suo ritorno al Nord, Ramsay fa lavare Theon e gli fa indossare abiti adeguati al suo status nobiliare, per mandarlo a negoziare con gli Uomini di Ferro che occupano Moat Cailin. Theon li convince ad arrendersi in cambio della salvezza, ma Ramsay poi li fa scuoiare vivi e appende i loro corpi lungo la strada.
In seguito, Reek si trova a Barrowton ed assiste al ritorno del lord di Forte Terrore il quale decide di portarlo con sé verso Harwood Scout, sede di lady Barbrey Dustin. Viene poi portato a Grande Inverno dove sarà incaricato di accompagnare Arya Stark, che in realtà è Jeyne Poole, verso il suo futuro marito Ramsay Bolton, concedendo simbolicamente la mano della finta Stark a Ramsay. Successivamente conduce nelle cripte di Grande Inverno lady Dustin, la quale gli rivela di aver avuto una relazione con Brandon Stark (fratello di Eddard), e di aver odiato Eddard Stark perché mandò suo marito a combattere per ragioni ignote sulle montagne di Dorne in piena ribellione di Robert, ove trovò la morte e fu seppellito in un luogo sconosciuto.
Theon viene contattato dal cantastorie Abel e dalle sue "lavandaie" (i quali in realtà sono Mance Rayder e le sue mogli di lancia), che lo informano di un loro piano per far fuggire la finta Arya Stark. Theon, nascondendo ad Abel la vera identità della ragazza, partecipa al piano e riesce a liberare "Arya" e a fuggire insieme lei. Durante la fuga da Grande Inverno, si aggrega al gruppo del banchiere braavosiano Tycho Nestoris e raggiunge il re Stannis Baratheon, il quale è bloccato in una tormenta di neve. Qui si ricongiunge a sua sorella Asha, la quale è prigioniera di Stannis.

## Trasposizione televisiva
Nella serie televisiva Il Trono di Spade Theon Greyjoy è interpretato da Alfie Allen e fisicamente è molto diverso da come viene descritto nei romanzi; inoltre, mentre in questi Theon è più grande rispetto al primogenito di Casa Stark, nell'adattamento televisivo lui e Robb hanno circa la stessa età.

### Prima stagione
Theon si trova a Grande Inverno, in qualità di ostaggio della Casa Stark, in seguito alla rovinosa Ribellione dei Greyjoy, avvenuta anni prima. Allo scoppio della guerra tra gli Stark e i Lannister, Theon decide di rimanere fedele agli Stark, in virtù della sua amicizia con il figlio maggiore Robb, il quale viene proclamato Re del Nord.

### Seconda stagione
Theon viene inviato nelle Isole di Ferro per convincere suo padre Balon ad allearsi con gli Stark contro i Lannister, ma Balon intende invece approfittare della situazione per conquistare il Nord. Pur tentato di inviare una lettera di avvertimento a Robb, Theon decide infine di tradire gli Stark e schierarsi con la sua famiglia, nonostante le umiliazioni subite da parte del padre e di sua sorella Yara. Andando contro gli ordini dello stesso Balon, che gli aveva affidato una missione di scarsa rilevanza, Theon decide di assaltare direttamente Grande Inverno, proclamandosi “Principe di Grande Inverno” e prendendo in ostaggio Bran e Rickon Stark. La bruta Osha, serva e amica di Bran e Rickon, seduce Theon in modo da far fuggire i due ragazzi Stark sotto il suo naso. Gli uomini di Theon non sono in grado di ritrovarli e così Theon uccide altri due ragazzini e, dopo aver bruciato i loro cadaveri, li espone in modo da farli passare per Bran e Rickon. Grande Inverno viene infine conquistata dai Bolton, alleati degli Stark, e gli stessi Uomini di Ferro consegnano Theon in segno di resa.

### Terza stagione
Theon è tenuto prigioniero a Forte Terrore, dove subisce torture e umiliazioni da parte del figlio bastardo di Roose Bolton, Ramsay Snow. Una volta evirato, Theon perde definitivamente la voglia di ribellarsi al suo torturatore e accetta il nuovo nome che egli gli affibbia, “Reek”. Nelle Isole di Ferro, Balon e Yara ricevono in una scatola il pene di Theon, allegato a una minaccia di Ramsay che intima loro di ritirare immediatamente gli Uomini di Ferro dalle terre del Nord. Balon rifiuta ed è indifferente alla sorte del figlio, ma Yara decide di partire per Forte Terrore con un piccolo gruppo di guerrieri per salvare Theon.

### Quarta stagione
Theon, ora conosciuto come Reek, rimane a Forte Terrore, come servitore di Ramsay, che lo costringe a dormire in gabbia insieme ai cani. Quando Yara giunge a Forte Terrore, Theon, del tutto assoggettato a Ramsay, rifiuta di seguirla e chiama il suo stesso carceriere, costringendo la sorella alla fuga. Successivamente, Ramsay invia Theon a Moat Cailin, a convincere gli Uomini di Ferro a cedere il castello ai Bolton, in cambio di cibo e un passaggio sicuro per le Isole di Ferro. Gli occupanti accettano, ma Ramsay poi li scuoia vivi e appende i loro corpi lungo la strada. La conquista di Moat Cailin permette a Ramsay di ottenere la legittimazione, diventando un Bolton a tutti gli effetti.

### Quinta stagione
Quando Sansa Stark diventa la moglie di Ramsay, Theon riceve il compito di portarla all'altare in sostituzione del defunto lord Eddard; durante la prima notte di nozze, Ramsay stupra Sansa, costringendo Theon ad assistere. Sansa chiede l'aiuto di Theon per sfuggire al crudele marito, ma Theon rivela subito i piani di Sansa a Ramsay. Sansa affronta Theon ed è indifferente alle torture che l'uomo dice di aver subito da Ramsay; diventa però più ben disposta nei suoi confronti, quando egli si lascia sfuggire di non aver davvero ucciso Bran e Rickon. Mentre Ramsay è impegnato in battaglia contro Stannis Baratheon, Sansa decide di scappare, ricevendo finalmente l'aiuto di Theon, che uccide Myranda, la crudele amante di Ramsay, quando questa cerca di trattenere Sansa. Sansa e Theon fuggono da Grande Inverno, gettandosi nella neve dalle mura del castello.

### Sesta stagione
Theon e Sansa vengono subito raggiunti dai soldati dei Bolton, ma si salvano grazie all'arrivo di Brienne di Tarth, fedele alla defunta madre di Sansa. Mentre Sansa e Brienne si dirigono alla Barriera, Theon torna alle Isole di Ferro dove il padre Balon viene ucciso da suo zio Euron. Theon offre a Yara il suo sostegno durante l'Acclamazione di re, ma questa viene vinta dal loro zio Euron che riesce a ottenere l'appoggio degli Uomini di Ferro, promettendo di prendere in moglie Daenerys Targaryen e diventare futuro re dei Sette Regni. Theon e Yara, insieme a una parte della Flotta di Ferro, lo anticipano e offrono il loro sostegno alla stessa Daenerys, in cambio della nomina di Yara a comandare sulle Isole di Ferro. Theon e Yara divengono quindi comandanti delle navi di Ferro della flotta Targaryen.

### Settima stagione
Theon accompagna Yara, quando Daenerys le ordina di scortare via mare Ellaria Sand e i dorniani ad Approdo del Re. La flotta di Yara, però, viene attaccata da Euron Greyjoy, Ellaria e Yara vengono fatte prigioniere e Theon, non avendo il coraggio di affrontare suo zio, fugge, gettandosi in mare. Theon viene ripescato così dagli uomini superstiti fedeli a Yara, che gli danno del codardo, e torna a Roccia del Drago per chiedere aiuto a Daenerys. Theon partecipa anche alla riunione di Approdo del Re, durante la quale subisce le minacce di Euron, che gli intima di arrendersi, pena la morte di Yara. Al termine della riunione, Theon chiede perdono a Jon Snow per il male che ha fatto agli Stark e Jon lo perdona. Questo dà a Theon il coraggio di affrontare i sottoposti di Yara, che vogliono abbandonarla per sfuggire all'invasione dei non-morti. Theon, pur di liberare sua sorella, combatte con il capo dei sottoposti e, dopo una dura lotta, lo sconfigge, convincendo così gli altri a seguirlo.

### Ottava stagione
Theon e i sottoposti di Yara liberano quest'ultima dalla nave dove Euron la teneva prigioniera. La sorella decide di andare a riconquistare le Isole di Ferro approfittando dell'assenza dello zio, in modo che Daenerys abbia un rifugio nel caso gli Estranei vincessero la battaglia al nord, mentre Theon decide di andare a combattere al fianco degli Stark e saluta la sorella. Giunto a destinazione con alcuni degli uomini della sorella, Theon informa Daenerys della liberazione e dei piani di Yara, poi chiede a Sansa il permesso di combattere per il Nord e la giovane abbraccia calorosamente l'amico. Durante il consiglio di guerra, Theon offre se stesso e i suoi uomini per proteggere Bran mentre quest'ultimo farà da esca per il Re della Notte. Mentre il combattimento infuria, si riconcilia con lui chiedendogli perdono per il tradimento passato, quindi con i suoi uomini si batte valorosamente in difesa di Bran: rimasto da solo, circondato dagli Estranei, si lancia contro il Re della Notte in un ultimo atto di coraggio, venendo da questo trafitto con la sua stessa lancia e morendo poco dopo. Il suo sacrificio, tuttavia, si rivela fondamentale, perché fornisce ad Arya l'effetto sorpresa con cui riesce a uccidere il Re della Notte.
Scongiurato il pericolo degli Estranei, gli eserciti del Nord rendono omaggio ai loro caduti. Sansa si avvicina alla pira sulla quale è deposto il corpo di Theon e, in lacrime, appunta sul suo petto una spilla raffigurante il metalupo di Grande Inverno, in segno di affetto.